# Kingwood (album)
Kingwood is het zesde studioalbum van de Zweedse punkband Millencolin. In de Verenigde Staten is het album uitgegeven op 12 april 2005. De nummers Ray en Shut You Out zijn uitgeven als single.

## Nummers
1. "Farewell My Hell" - 2:52
2. "Birdie" - 2:32
3. "Cash Or Clash" - 2:40
4. "Shut You Out" - 3:39
5. "Biftek Supernova" - 2:18
6. "My Name Is Golden" - 3:08
7. "Ray" - 2:52
8. "Novo" - 2:58
9. "Simple Twist Of Hate" - 1:29
10. "Stalemate" - 3:18
11. "Mooseman's Jukebox" - 2:12
12. "Hard Times" - 4:07
13. "Phony Tony" - 2:59 (Japanse bonustrack)

Nikola Šarčević · Mathias Färm · Fredrik Larzon · Erik Ohlsson
Albums en ep's: Use Your Nose · Skauch · Same Old Tunes · Life on a Plate · For Monkeys · Hi-8 Adventures Soundtrack · The Melancholy Collection · Pennybridge Pioneers · No Cigar · Millencolin/Midtown Split · Home from Home · Kingwood · Machine 15 · The Melancholy Connection · True Brew · SOS
Video's en dvd's: Millencolin and the Hi-8 Adventures